# El Rastrojo
El Rastrojo är en ort i Mexiko.   Den ligger i kommunen Santiago Juxtlahuaca och delstaten Oaxaca, i den sydöstra delen av landet, 280 km söder om huvudstaden Mexico City. El Rastrojo ligger 1 558 meter över havet och antalet invånare är 721.
Terrängen runt El Rastrojo är kuperad åt sydväst, men åt nordost är den bergig. Terrängen runt El Rastrojo sluttar söderut. Runt El Rastrojo är det ganska glesbefolkat, med 32 invånare per kvadratkilometer. Närmaste större samhälle är Putla Villa de Guerrero, 14,9 km söder om El Rastrojo. I omgivningarna runt El Rastrojo växer i huvudsak städsegrön lövskog.